# Petit sylvain
Limenitis camilla
Espèce
Le Petit sylvain (Limenitis camilla) est une espèce d'insectes lépidoptères (papillons) de la famille des Nymphalidae, de la sous-famille des Limenitidinae et du genre Limenitis.

## Description
C'est un papillon moyennement grand (envergure de 50 à 60 mm). Le dessus est marron plus ou moins foncé, barré d'une bande médiane blanche.
Le verso est orange orné d'une ligne de taches blanches et aux ailes postérieures, de deux lignes de points postdiscaux.

### Chenille
La chenille possède une tête marron épineuse et un corps vert à scoli dorsaux marron munis d'épines. Les flancs sont ornés d'une ligne blanche.

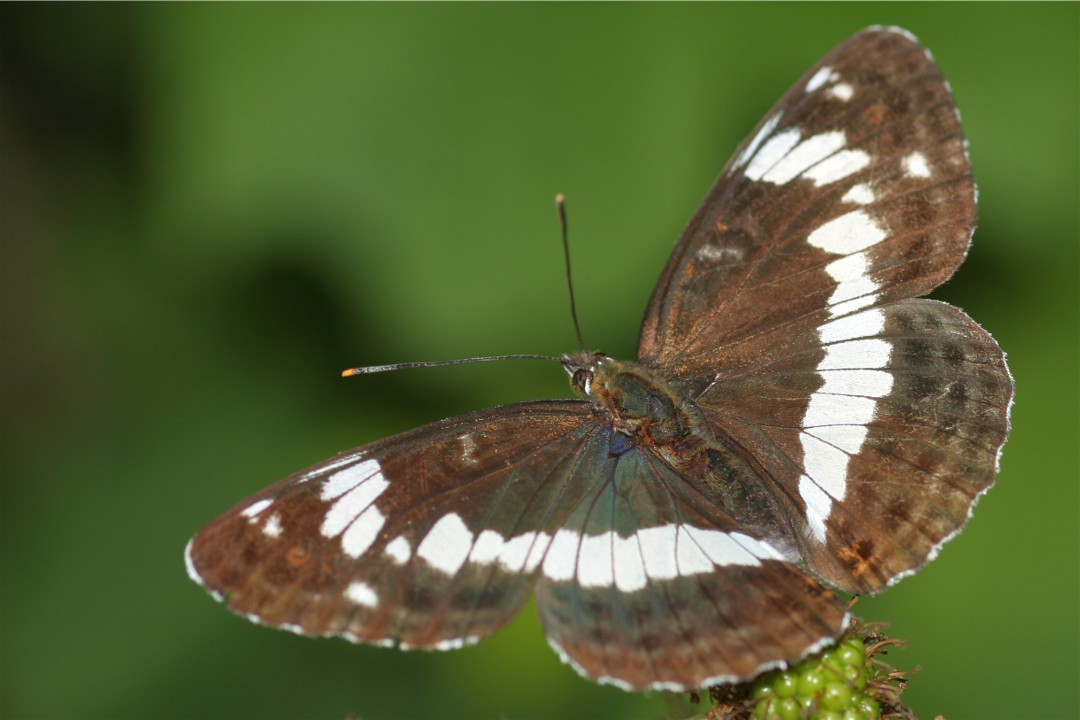
Face dorsale.
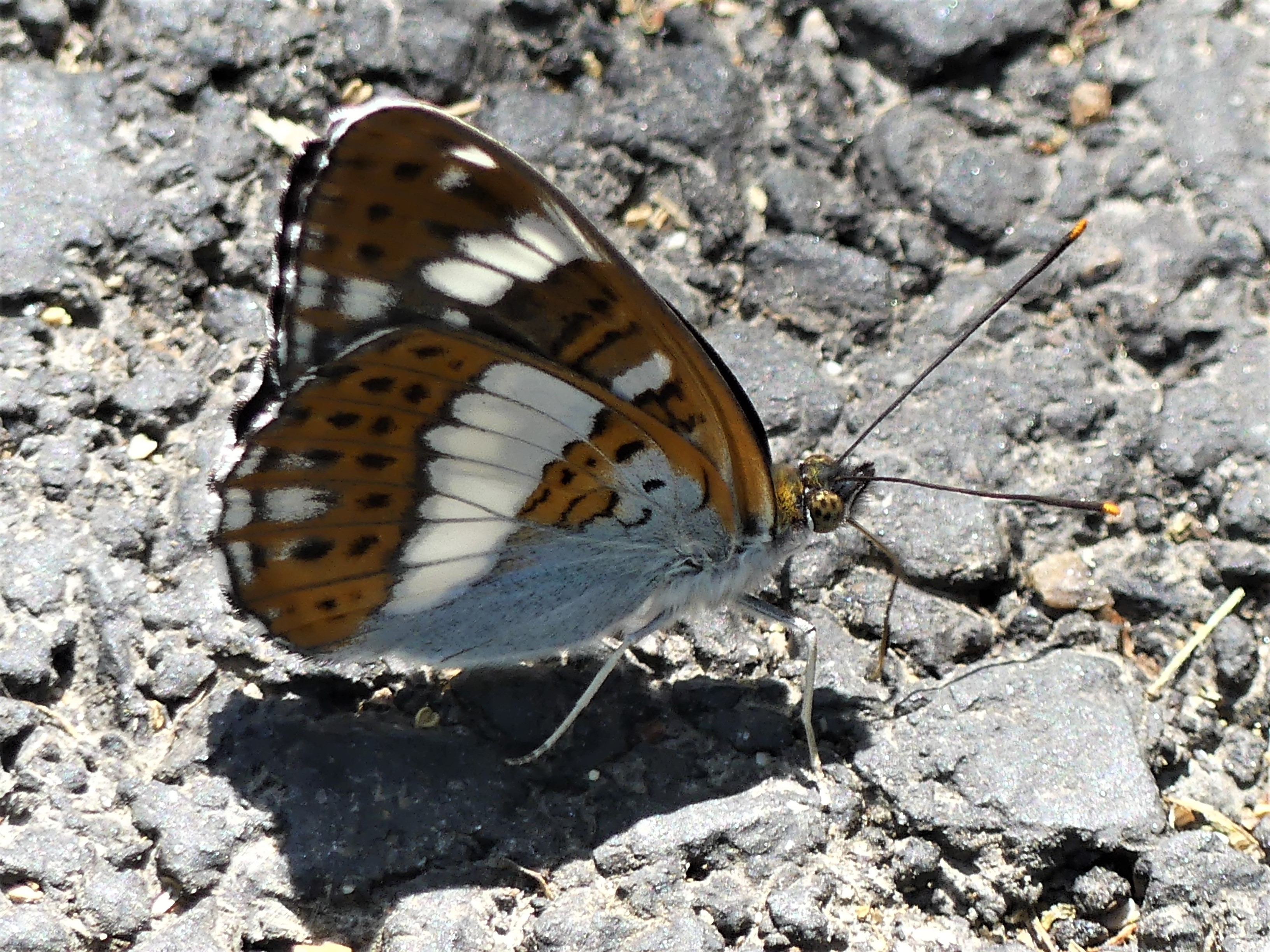
Ailes repliées.
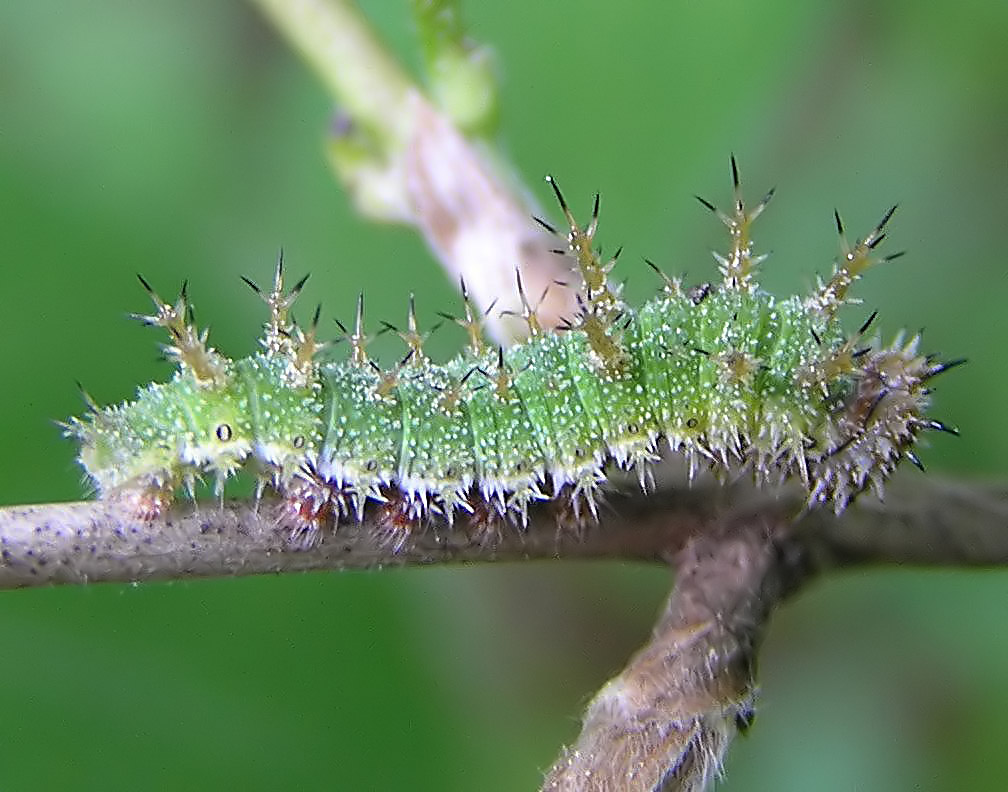
Chenille de Petit sylvain.
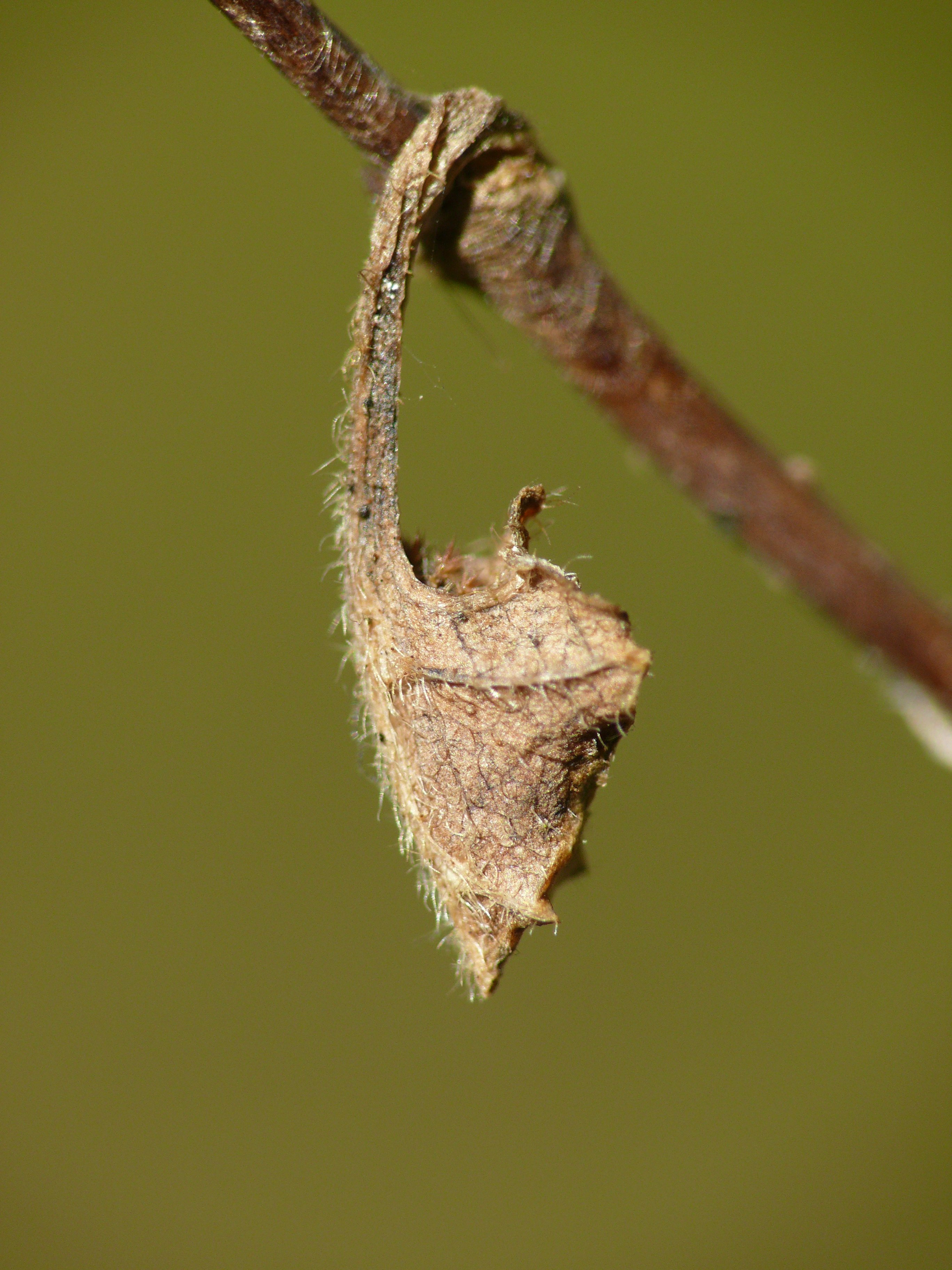
Chrysalide.

## Biologie
Les œufs sont pondus sur le dessus des feuilles.

### Période de vol et hibernation
C'est la chenille qui hiverne dans un hibernaculum à la base des feuilles.
Le papillon vole en une génération entre juin et août.

### Plantes hôtes
Les plantes hôtes sont des Chèvrefeuilles : Lonicera periclymenum, Lonicera xylosteum, Lonicera caprifolium et la Symphorine.

## Écologie et distribution
C'est un papillon commun dans tout le centre de l’Europe, du sud de l'Angleterre à la Roumanie, (mais est absent des zones méditerranéennes et scandinaves) et jusqu'en Russie. Un second isolat étendu se situe en Chine et au Japon,.
En France métropolitaine, il est présent dans tous les départements.

### Biotope
Il réside dans les forêts claires, les zones boisées fraîches, clairières et allées, en plaine.

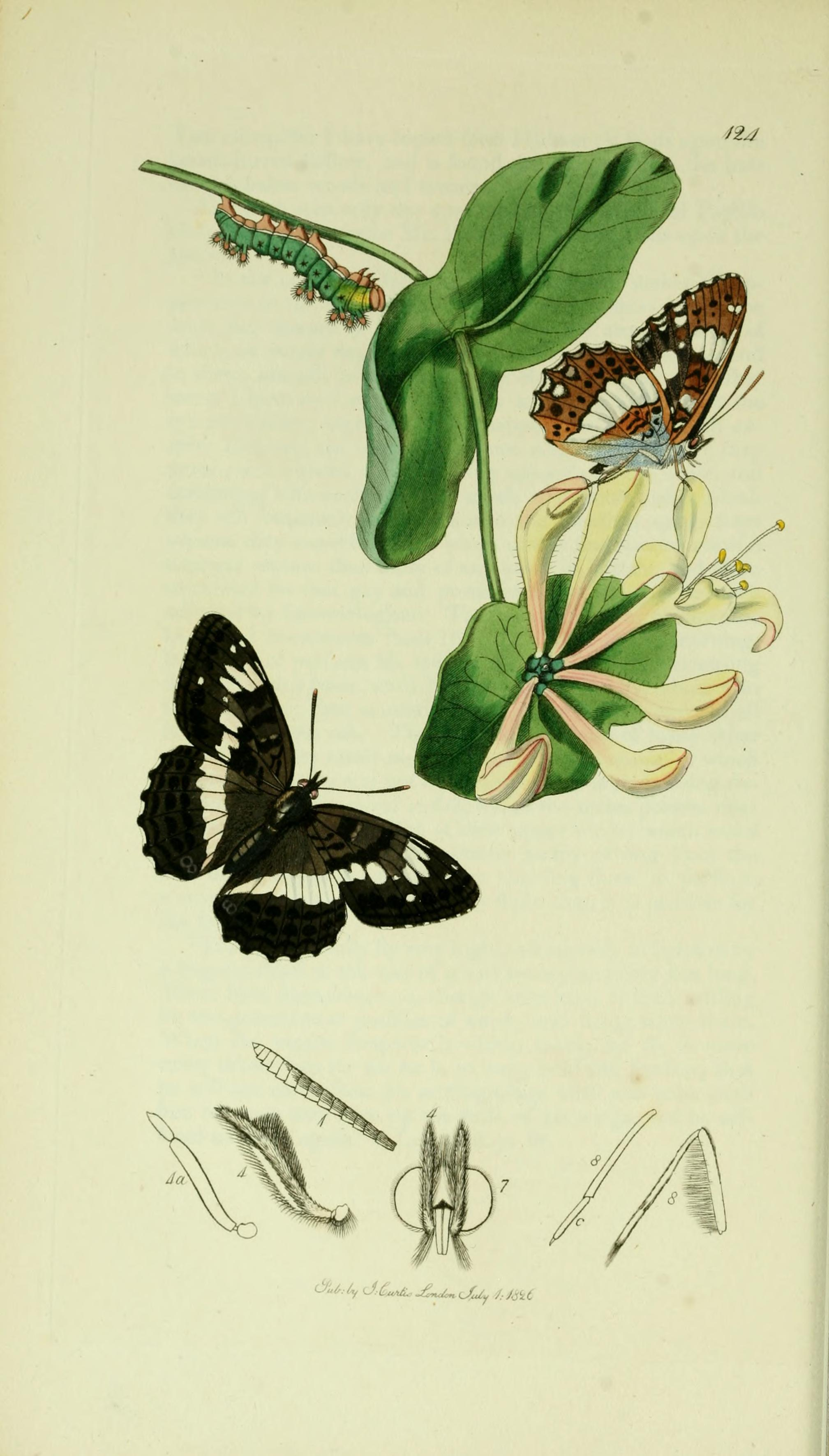
Illustration de la British Entomology par John Curtis

## Systématique
L'espèce Limenitis camilla a été décrite par le naturaliste suédois Carl von Linné en 1764, sous le nom initial de Papilio camilla.

### Synonymes
- Papilio camilla Linnaeus, 1764 protonyme
- Papilio populi (Poda, 1761)
- Papilio sibylla (Hufnagel, 1766)
- Papilio sibilla Linnaeus, 1767 [7]
- Papilio luctuosus (Fourcroy, 1785)
- Papilio xylostei (Prunner, 1798)
- Limenitis sibylla var. stenotaenia Honrath, 1892[8]
- Limenitis sibilla puellula Fruhstorfer, 1909[9]
- Ladoga camilla (Linnaeus, 1764)

### Noms vernaculaires
Le Petit sylvain se nomme White Admiral en anglais, Kleiner Eisvogel en allemand, Nimfa boscana en catalan et Ninfa de bosque en espagnol.

### Taxinomie
Liste des sous-espèces
- Limenitis camilla camilla
- Limenitis camilla francottiana
- Limenitis camilla japonica Ménétries, 1857[4].

## Le Petit sylvain et l'Homme

### Protection
Pas de statut de protection spécifique.